# قرية الشعيبة (كتاب)
كتاب «قرية الشعيبة» للباحث سلطان الباهلي، يتناول فيه تاريخ أحد أقدم القرى المأهولة بالسكان في المنطقة الجنوبية في الكويت قديماً وذلك قبل ازالتها سنة 1974، واحلال محلها أكبر مدينة صناعية بترولية في الكويت. الكتاب يتميز بالحجم الكبير حيث بلغ عدد صفحاته 640 صفحة ويتميز كذلك بكم هائل من المعلومات والصور النادرة التي ينشر اغلبها للمرة الأولى، ويعد مرجعاً مهماً لتاريخ تلك القرية الشاطئية الجميلة للباحثين.
قام مؤلف الكتاب بسرد كامل عن تاريخ القرية، فكان الباب الأول يحتوي على سبعة فصول، خصص أولها للموقع الجغرافي للشعيبة.